# Köthel (Schönberg)
Köthel ist ein Ortsteil der Gemeinde Schönberg im Landkreis Zwickau (Freistaat Sachsen). Er gehörte bis 1952 zu Thüringen. Am 1. März 1965 erfolgte die Eingemeindung nach Schönberg.

## Geografie

### Geografische Lage
Köthel liegt im nordöstlichen Gemeindegebiet von Schönberg. Der Ort geht im Osten relativ nahtlos in den Nachbarort Schönberg über. Im Norden und Westen grenzt Köthel an das thüringische Altenburger Land, zu dem es bis 1956 gehörte. Durch Köthel fließt der Köthler Bach, der über das Meerchen in die Pleiße entwässert.

### Nachbarorte
|             | Koblenz, Pfarrsdorf                         | Wünschendorf |
| Hainichen   | Kompassrose, die auf Nachbargemeinden zeigt | Schönberg    |
| Crotenlaide | Meerane                                     |              |

## Geschichte

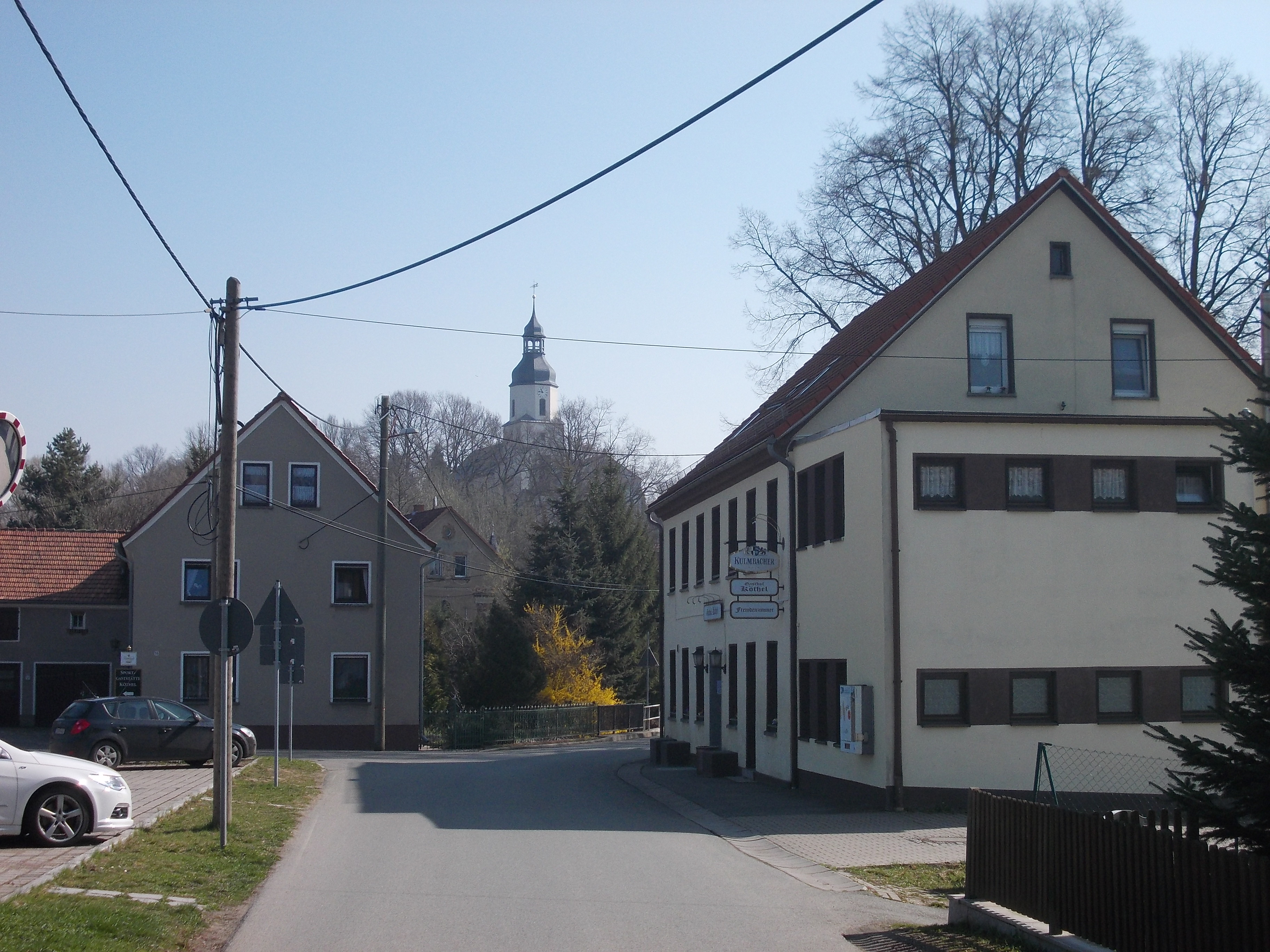
Köthel, Kirche und Gasthof

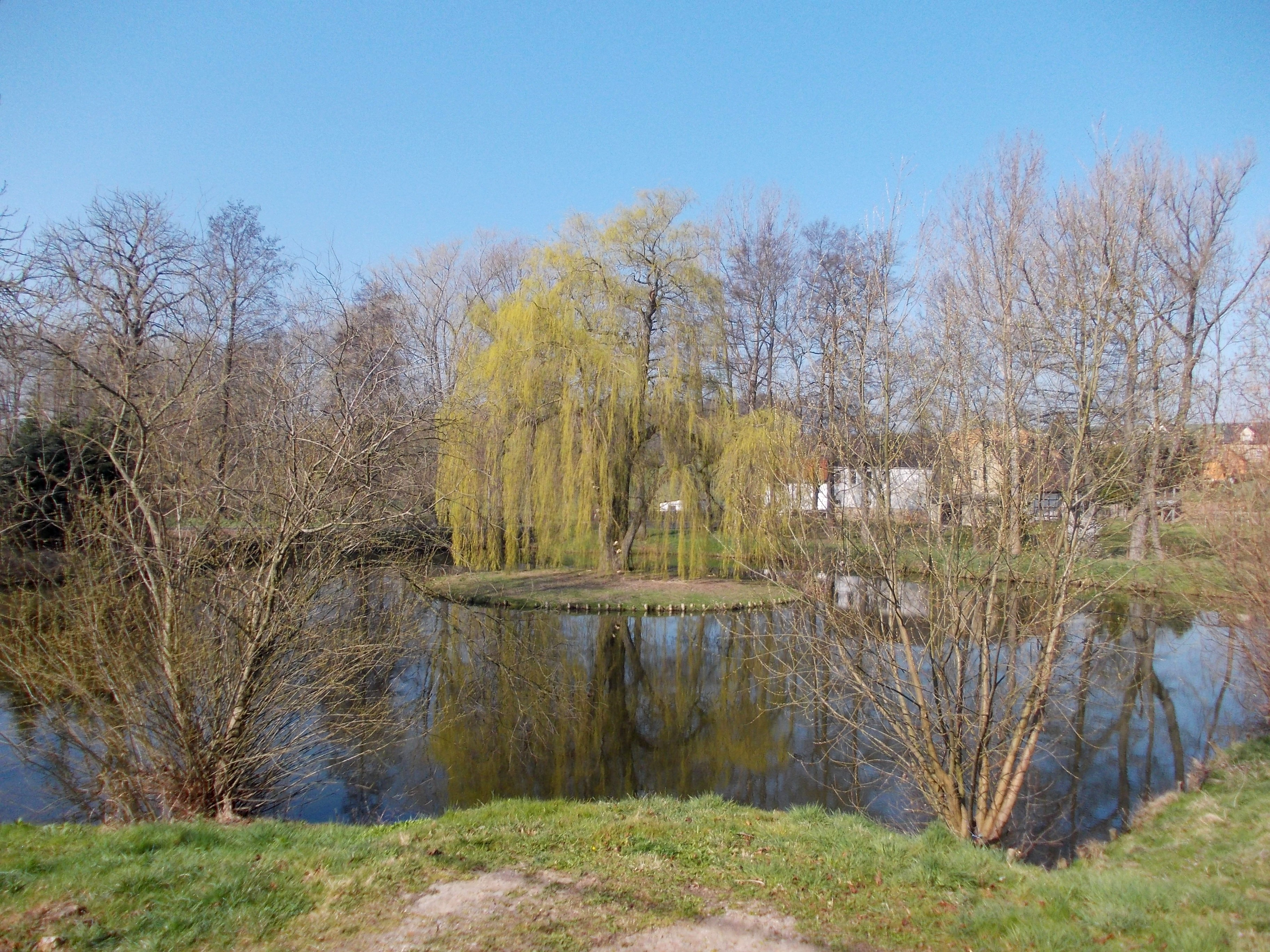
Teich in Köthel

Köthel wurde im Jahr 1363 als „Kottelin“ erwähnt. Der Ort war jedoch bereits um das Jahr 500 von Sorben besiedelt. Im Gegensatz zu den anderen heutigen Ortsteilen der Gemeinde Schönberg, die zu verschiedenen Schönburgischen Herrschaften gehörten, lag Köthel im wettinischen Amt Altenburg, welches ab dem 16. Jahrhundert aufgrund mehrerer Teilungen im Lauf seines Bestehens unter der Hoheit folgender Ernestinischer Herzogtümer stand: Herzogtum Sachsen (1554 bis 1572), Herzogtum Sachsen-Weimar (1572 bis 1603), Herzogtum Sachsen-Altenburg (1603 bis 1672), Herzogtum Sachsen-Gotha-Altenburg (1672 bis 1826). Die Grundherrschaft über Köthel war im Jahr 1548 zwischen der adligen Familie von Ende zu Ponitz, dem Bergerkloster zu Altenburg und den Schönburgischen Herrschaften geteilt. Um 1818 war ein Teil von Köthel als Amtsdorf direkt dem Kreisamt Altenburg unterstellt, der andere Teil gehörte zur Grundherrschaft des schönburgischen Ritterguts Hainichen.
Bei der Neuordnung der Ernestinischen Herzogtümer im Jahr 1826 kam Köthel wiederum zum Herzogtum Sachsen-Altenburg. Nach der Verwaltungsreform im Herzogtum gehörte der Ort bezüglich der Verwaltung zum Ostkreis (bis 1900) bzw. zum Landratsamt Ronneburg (ab 1900). Das Dorf gehörte ab 1918 zum Freistaat Sachsen-Altenburg, der 1920 im Land Thüringen aufging. 1922 kam es zum Landkreis Altenburg.
Bei der zweiten Kreisreform in der DDR wurden 1952 die bestehenden Länder aufgelöst und die Landkreise neu zugeschnitten. Somit kam Köthel mit dem neu gebildeten Kreis Schmölln an den Bezirk Leipzig. Am 1. Januar 1957 wurde Köthel in den Kreis Glauchau im Bezirk Karl-Marx-Stadt umgegliedert, wodurch seine historische Zugehörigkeit zum thüringischen Altenburger Land endete. Die Eingemeindung nach Schönberg erfolgte acht Jahre darauf am 1. März 1965. Als Ortsteil der Gemeinde Schönberg gehörte Köthel seit 1990 zum sächsischen Landkreis Glauchau, der 1994 im Landkreis Chemnitzer Land bzw. 2008 im Landkreis Zwickau aufging.